# NGC 4653
NGC 4653 is een balkspiraalstelsel in het sterrenbeeld Maagd. Het hemelobject werd op 11 april 1787 ontdekt door de Duits-Britse astronoom William Herschel.

## Synoniemen
- UGC 7900
- MCG 0-33-6
- ZWG 15.9
- IRAS 12412-0017
- PGC 42847